# 暗闇五段
『暗闇五段』（くらやみごだん）は、寺田ヒロオによる日本の漫画、およびそれを原作としたテレビ映画。『週刊少年サンデー』（小学館）において、1963年から1964年まで連載された。
テレビ番組は千葉真一主演によるフィルム撮影で制作され、1965年から1966年に放映された。

## あらすじ
柔道界において将来を嘱望されていた倉見はライバル・熊手の策略で谷川に落とされ、失明の上記憶喪失となってしまう。倉見はただひとつ残された「柔道の技」を頼りに武者修行を重ね、いつしか人から「暗闇五段」と呼ばれるようになっていった…。

## テレビ映画
『くらやみ五段』 (くらやみごだん) のタイトルで主演：千葉真一、制作：NETテレビ・東映、1965年9月7日から1966年3月1日の毎週火曜日19時30分から20時までの30分枠で放映された｡全26話｡ モノクロ作品。千葉は『柔道一代シリーズ』（1963年 - 1964年）以来となる柔道の達人を演じた。
主人公・倉見達也が失明した理由を「火事となった家から子供を救助しようとした際、炎を帯びた柱が目に直撃したため」と変更された。最終話では倉見がビルの屋上からヘリコプターに飛び移るという、後に千葉が主演する『キイハンター』で見せたスタントが存在する。撮影には東映動画の屋上を用いたが、ヘリコプターのローターを回しっぱなしにしていたため、動画スタッフや近隣住民から騒音に対する苦情が寄せられたと監督の奥中惇夫は証言している。
東映プロデューサーの山田正久は『空手三四郎』『アタック拳』と並ぶスポーツアクション三部作と位置づけている。また、歌手の小林幸子も子役としてレギュラー出演している。
ポジフィルムの現存状況について、東映には第1話の保存が確認されており、第2話以降は行方不明になっている。東映チャンネルでその第1話が放送されている。
ソフト化については、主題歌入りのオープニング映像が『東映TV特撮主題歌大全集VOI.1』に収録されている。全26話分を収録したDVD・ブルーレイは未発売。

### キャスト
- 千葉真一 - 倉見達也
- 小瀬朗 - 三平
- 佐々圭子 - 小百合
- 小林幸子（コロムビア） - マツゲ
- 高木久芳 - 黒ひげ刑事
- 湊雅行（ビクター） - 雅男
- 菅野直行（わんぱく四銃士）- 三郎
- 谷由美子 - ルミ
- 吉岡浩一朗 - 川口
- 水城一狼 - 北山
- 石間健史 - 出雲
- 里井茂 - 熊手大五郎
- 鮎川浩 - 地利塚
- 白井武雄 - 安男
- 川喜多雄二 - 立花
- 丹羽又三郎 - ヒマラヤジョー
- 青山京子 - マツゲの母
- 鳴門洋二 ほか

### スタッフ
- 原作 - 寺田ヒロオ
- 企画 - 山田正久・落合兼武
- 監督 - 松島稔・奥中惇夫 ほか
- 助監督 - 天野利彦 ほか
- 脚本 - 七条門・元持栄美 ほか
- 美術 - 河村寅次郎
- 音楽 - 青木暢男
- 制作 - NETテレビ・東映テレビプロダクション

### 主題歌
「くらやみ五段の唄」
- 唄 -  千葉真一・原少年合唱団 作詞 - 若井よしはる 作曲 - 清井雄三 規格 - ソノシート

「瞼のうた」
- 唄 - 千葉真一　作詞  - 上条由里美  作曲 - 岩崎宏康

### 放送局
- NET（制作局）：火曜 19:30 - 20:00
- 北海道放送：火曜 18:00 - 18:30[3]
- 青森放送：日曜 9:00 - 9:30[4]
- 秋田放送：日曜 10:00 - 10:30[4]
- 山形放送：土曜 17:30 - 18:00[5]
- 岩手放送：月曜 18:00 - 18:30[6]
- 仙台放送：金曜 18:15 - 18:45[7]
- 福島テレビ：日曜 10:30 - 11:00[8]
- 静岡放送：土曜 13:30 - 14:00[9]
- 名古屋テレビ：火曜 19:30 - 20:00[10]
- 毎日放送：火曜 19:30 - 20:00[11]
- 山陽放送：金曜 18:00 - 18:30[12]
- 九州朝日放送：火曜 19:30 - 20:00[13]
- 長崎放送：日曜 11:00 - 11:30[14]
- 熊本放送：金曜 18:00 - 18:30[14]
- 南日本放送：水曜 18:00 - 18:30[15]

| NETテレビ 火曜日 19:30 - 20:00 | NETテレビ 火曜日 19:30 - 20:00         | NETテレビ 火曜日 19:30 - 20:00 |
| 前番組                         | 番組名                                 | 次番組                         |
| ------------------------------ | -------------------------------------- | ------------------------------ |
| 少年忍者風のフジ丸             | くらやみ五段 （1965年9月 - 1966年3月） | 怪力アント                     |